# Mandecentret
Mandecentret (grundlagt 2006) er en landsdækkende organisation, der tilbyder et rådgivnings- og botilbud til skilsmisseramte mænd med børn samt mænd udsat for vold i familien. Mandecentret er bl.a. blevet støttet af A.P. Møller og Hustru Chastine Mc-Kinney Møllers Fond til almene Formaal, Den daglige drift finansieres af gennem Servicelovens paragraf 110. Mændenes tarv er blandt andet udfordret af lange behandlingstider i Familieretshuset i forbindelse med skilsmisser, hvor det ofte er kvinden, der har fordelen, hvilken kan resultere i, at børnene ikke ser den ene forælder i en rum tid. Mandecentret drives af Fundamentet, der allerede i 1998 oprettede Værestedet Fundamentet i Holmbladsgade, men udviklede så Mandecentret i 2006 med udgangspunkt i midler fra Satspuljen.

## Afdelinger
Mandecentret har afdelinger i Aalborg, Aarhus, Slagelse, Esbjerg, Odense, Randers og København. Hver enkelt afdeling ledes af en forstander, som koordinerer tilbuddet og arbejdet med de frivillige på centrene. I forbindelse med afdelingerne, har der været en audiovisuel udstilling om voldsramte mænd, En rigtig mand, som blandt andet har været i Esbjerg, hvor den blev præsenteret af borgmester Jesper Frost Rasmussen og forstander Diana Mose Olsen. Den nyeste afdeling er afdelingen i Randers, der åbnede i februar 2020.